# Bandai Namco Entertainment
Bandai Namco Entertainment, Inc. è una società giapponese specializzata nel settore dei videogiochi. La società pubblica anche video, musica e altri prodotti di intrattenimento relativi alle sue proprietà intellettuali (IP).
Bandai Namco Entertainment è una consociata interamente controllata da Bandai Namco Holdings (BNHD) ed è specializzata nella gestione e vendita di videogiochi e altri prodotti di intrattenimento correlati, mentre le sue filiali Bandai Namco Studios sono specializzate nello sviluppo di questi prodotti. È la società principale della Business Unit Content Strategic di Bandai Namco.
Bandai Namco Entertainment è il risultato di una fusione avvenuta nel marzo 2006 tra le operazioni di videogiochi di Namco e Bandai. Originariamente denominata Namco Bandai Games, la società è stata rinominata Bandai Namco Games nel gennaio 2014. Nell'aprile 2015, Bandai Namco Holdings ha cambiato il nome della divisione giochi da Bandai Namco Games in Bandai Namco Entertainment.
Oltre alle sue principali attività di editore in Giappone, Bandai Namco Entertainment pubblica contenuti in tutto il mondo attraverso diverse entità. Bandai Namco Games America gestisce la pubblicazione in tutto il Nord America; Bandai Namco Games Europe gestisce le pubblicazioni in tutta Europa; Bandai Namco Games Asia gestisce le pubblicazioni in Asia (eccetto il Giappone); Bandai Namco Games Australia e Bandai Namco Games Nuova Zelanda gestisce la pubblicazione in Oceania. L'azienda ha sede a Shinagawa, Tokyo.